# 97式手槍
97式手槍（T97手槍）は、中華民国で開発された半自動式拳銃。手槍は中国語で拳銃の意である。

## 概要
外見はオーストリア製のグロック19と酷似しており、ポリマーを多用して製造されている。
グロックシリーズとの違いとして、グロック18のセミ/フルオートの切り替えレバーに似たマニュアルセーフティを備えていることが挙げられる。また、グロック19が15発に対し、97式手槍は10発と装弾数も異なっている。

## 採用
中華民国警察向けに開発されたが、現場での採用には至っていない。